# Over the Counter
Over the Counter je demoalbum repera Snoop Dogga, te je ujedno i prvi album koji je objavio. Album je objavljen 1991. godine pod diskografskom kućom Death Row Records. Producenti na albumu su Dr. Dre, Warren G, Chocolate, DJ Glaze i DJ Aladdin. Na albumu gostuju izvođači kao što su Nate Dogg, Kurupt, The D.O.C., te RBX.

## Popis pjesama
| Br. | Skladba | Producent         | Trajanje |
| --- | --- | ----------------- | -------- |
| 1.  | »Over the Counter« | Dr. Dre, Warren G |          |
| 2.  | »Dogg's Life« (featuring Nate Dogg)                                                                                                   | Dr. Dre           |          |
| 3.  | »Jack 'Em« (featuring Convicts) | Chocolate         |          |
| 4.  | »213 - Dope Slang« (featuring Nate Dogg & Warren G)                                                                                   | Warren G          |          |
| 5.  | »Knockin' off Everything« (featuring 3-2 & The D.O.C.)                                                                                | Chocolate         |          |
| 6.  | »Blast for Cash« (featuring Dr. Dre)                                                                                                  | Dr. Dre           |          |
| 7.  | »Let 'Em Understand« (featuring Foesum)                                                                                               | DJ Glaze          |          |
| 8.  | »The Message« | DJ Glaze          |          |
| 9.  | »211« (featuring RBX) | Dr. Dre           |          |
| 10. | »Signed and Detected« (featuring Tha Dogg Pound)                                                                                      | Dr. Dre, Warren G |          |
| 11. | »Bank Roll« | Dr. Dre           |          |
| 12. | »187« | Dr. Dre           |          |
| 13. | »C.O.C. Kingpin« (featuring Kurupt)                                                                                                   | Warren G          |          |
| 14. | »Welcome to Death Row« (featuring Bushwick Bill, Capital Punishment Organization, Chocolate, Convicts, Dr. Dre, RBX & Tha Dogg Pound) | Dr. Dre, Warren G |          |
| 15. | »Do You Remember« (featuring George Clinton)                                                                                          | Dr. Dre           |          |
| 16. | »True to the Game« | DJ Glaze          |          |
| 17. | »Country Blues« | DJ Aladdin        |          |

## Nadnevci objavljivanja
| Država                     | Nadnevak | Format         | Diskografska kuća | Izvor |
| -------------------------- | -------- | -------------- | ----------------- | ----- |
| Sjedinjene Američke Države | 1991.    | kaseta, CD, LP | Death Row Records | [ 1 ] |

## Vanjske poveznice
- Over the Counter na Discogsu